# Комахи як їжа

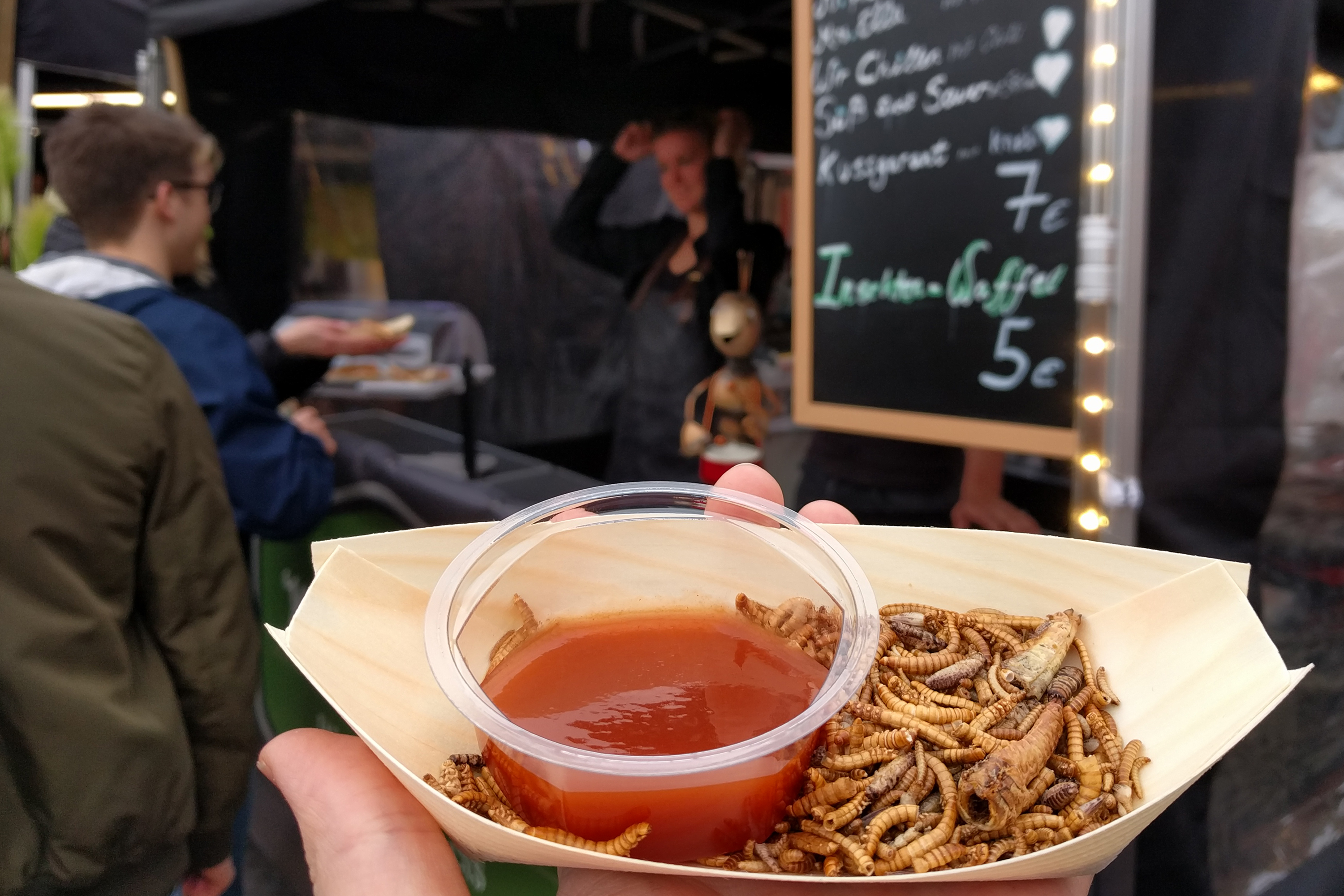
Цілі, смажені їстівні комахи як вулична їжа в Німеччині

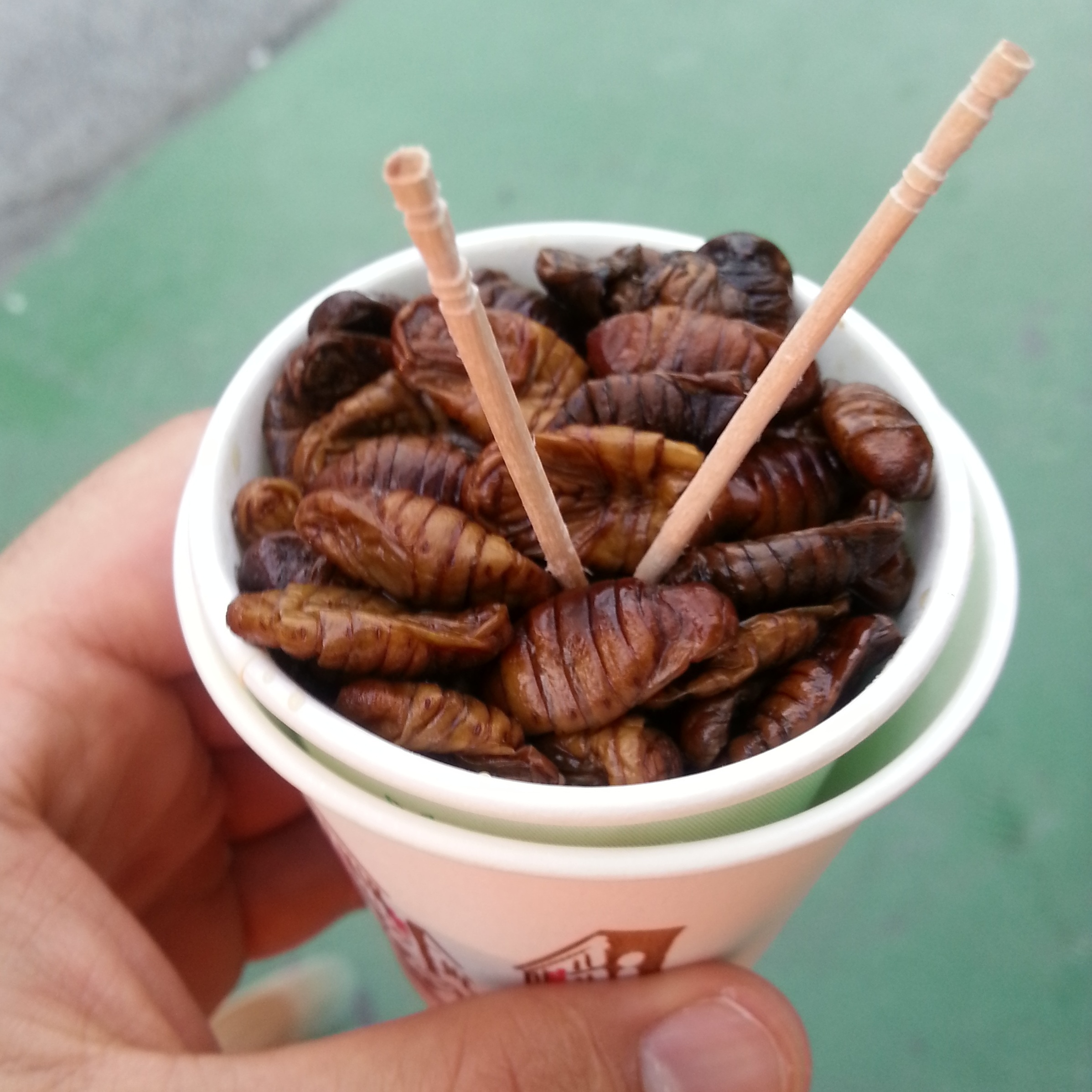
Цілі лялечки шовкопряда, приготовлені на пару, як вулична їжа в Південній Кореї (beondegi)

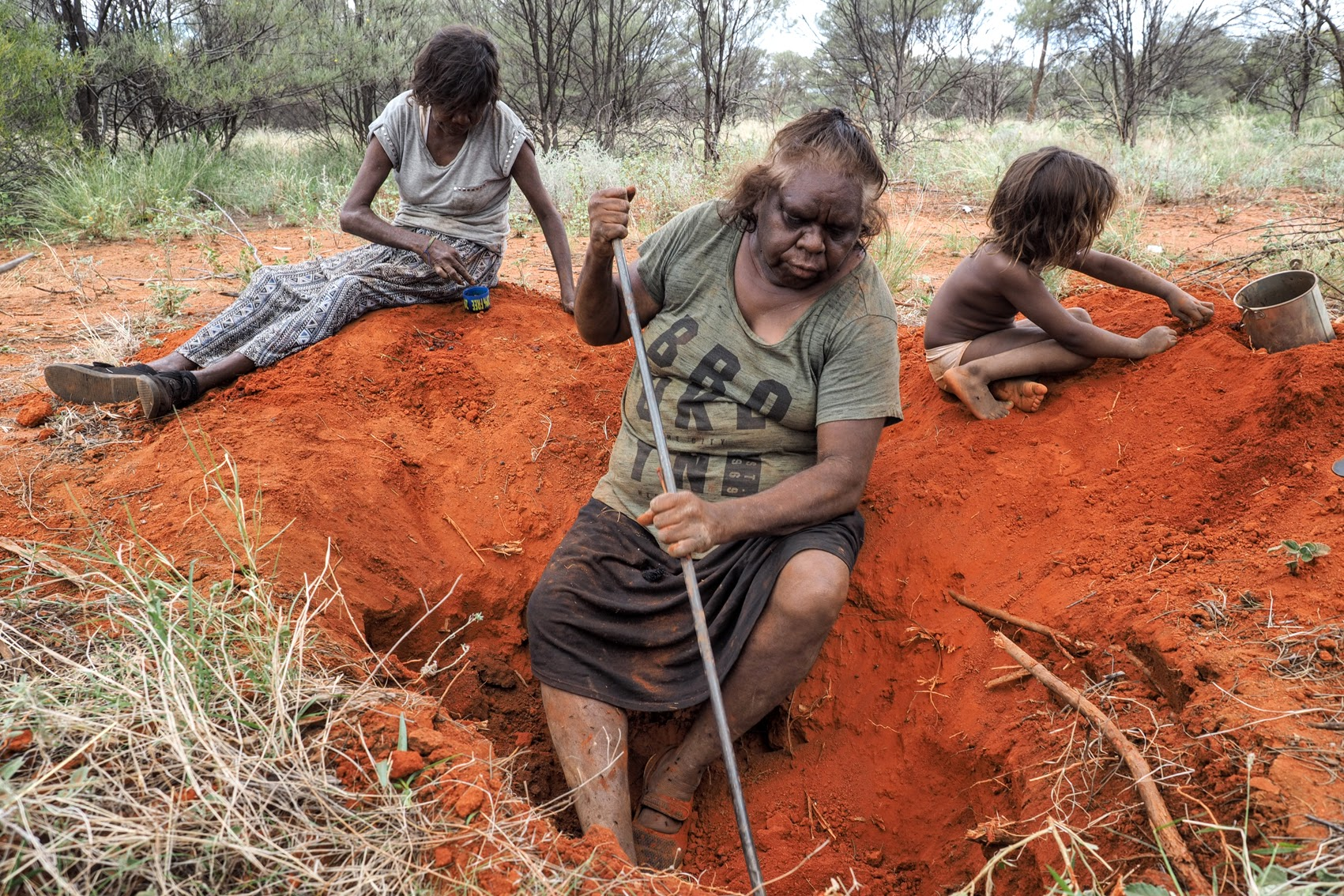
Пошуки медових мурах в Австралії

Їстівні комахи — види комах, які використовуються для споживання людиною. За оцінками, їх споживають щодня понад 2 мільярди людей. У всьому світі їстівними вважаються понад 2000 видів комах, проте значно менше розглядаються в контексті масового промислового виробництва та регіонально дозволені для використання в харчових продуктах. Чимало комах дуже поживні, хоча вміст поживних речовин залежить від виду та інших факторів, таких як раціон та вік. Комахи мають великий вибір смаків, зазвичай їх споживають цілими або подрібненими для використання в стравах і оброблених харчових продуктах, таких як котлети для гамбургерів, макарони або закуски. Як і з іншими харчовими продуктами, споживання комах може бути пов'язане з ризиками, наприклад алергічними реакціями. У міру зростання комерційного інтересу до комах як до їжі, країни запроваджують нові нормативні рамки для контролю за їх вирощуванням, обробленням, маркетингом і споживанням.

## Переваги
З понад 2000 ідентифікованих їстівних комах є багато варіантів для споживання людиною. Комахи можуть бути джерел протеїну, оскільки суха маса містить 13-77 % білка. Деякі комахи також можуть бути джерелом жиру, зі вмістом ліпідів до 67,25 % сухої маси. Комахи можуть забезпечувати омега-6 і омега-3, залізом (у них пропорційно більше заліза, ніж в інших основних харчових джерелах, таких як яловичина) і цинком. Крім поживних речовин, енергетична цінність, отримана від поїдання комах, порівнянна з енергією інших джерел їжі, таких як яловичина та курка.
Існують також екологічні переваги від використання комах, як джерела їжі: вони потребують значно менше корму і викидають менше вуглекислого газу, аніж інші їстівні тварини. Порівняно з худобою, їм не потрібно багато місця для вирощування, що могло б вирішити проблему виснаження сільськогосподарських угідь.
Комахи можуть їсти харчові відходи (близько 1/3 їжі в усьому світі викидається), тому вони є хорошим варіантом для боротьби з харчовими відходами. Також комах можна використовувати як корм.
Розведення комах може бути одним із варіантів підтримки населення, яке має проблеми з продовольством.

## Їстівні комахи

### Види комах, які часто споживаються
Pареєстровано 2205 різних видів комах, які вживаються людьми в їжу.
У таблиці нижче подано данні про кількість та відсоток споживання, та кожного ряду серед всього різноманіття комах. За винятком рядів прямокрилих і двокрилих, існує тісний зв'язок між різноманітністю видів і їх споживанням
| Ряди комах        | Поширена назва                                         | Кількість зареєстрованих видів комах, які споживаються людиною | Відсоток зареєстрованих видів комах, які споживаються людиною (%) | Відсоток від загальної кількості видів комах(%) |
| ----------------- | ------------------------------------------------------ | -------------------------------------------------------------- | ----------------------------------------------------------------- | ----------------------------------------------- |
| Твердокрилі       | Жуки                                                   | 705                                                            | 33                                                                | 32                                              |
| Перетинчастокрилі | Бджоли, оси, мурахи                                    | 341                                                            | 15                                                                | 15.5                                            |
| Лускокрилі        | Метелики, бражники                                     | 335                                                            | 17                                                                | 15.2                                            |
| Прямокрилі        | Коники, сарана, цвіркуни                               | 310                                                            | 13                                                                | 14.1                                            |
| Напівтвердокрилі  | Цикадки, листоїди, плавунчики, щитівки, справжні клопи | 251                                                            | 11                                                                | 11.4                                            |
| Терміти           | Терміти                                                | 76                                                             |                                                                   | 3.4                                             |
| Бабки             | Бабки                                                  | 54                                                             | 3                                                                 | 2.4                                             |
| Двокрилі          | Мухи                                                   | 39                                                             |                                                                   | 1.8                                             |
| Одноденки         | Одноденки                                              | 11                                                             |                                                                   | 1.7                                             |
| Веснянки (комахи) | Кам'яні мушки                                          | 9                                                              |                                                                   | 0.4                                             |
| Волохокрилі       | Волохокрильці                                          | 8                                                              |                                                                   | 0.4                                             |
| Примарові         | Паличники                                              | 7                                                              |                                                                   | 0.3                                             |
| Великокрилі       | Вільхові мухи, блішки, риб'ячі мухи                    | 4                                                              |                                                                   | 0.2                                             |
| Сіноїди           | Книжкові блохи                                         | 1                                                              |                                                                   | 0.05                                            |
| Вуховертки        | Щипавки                                                | 1                                                              |                                                                   | 0.05                                            |

### Географія споживання комах

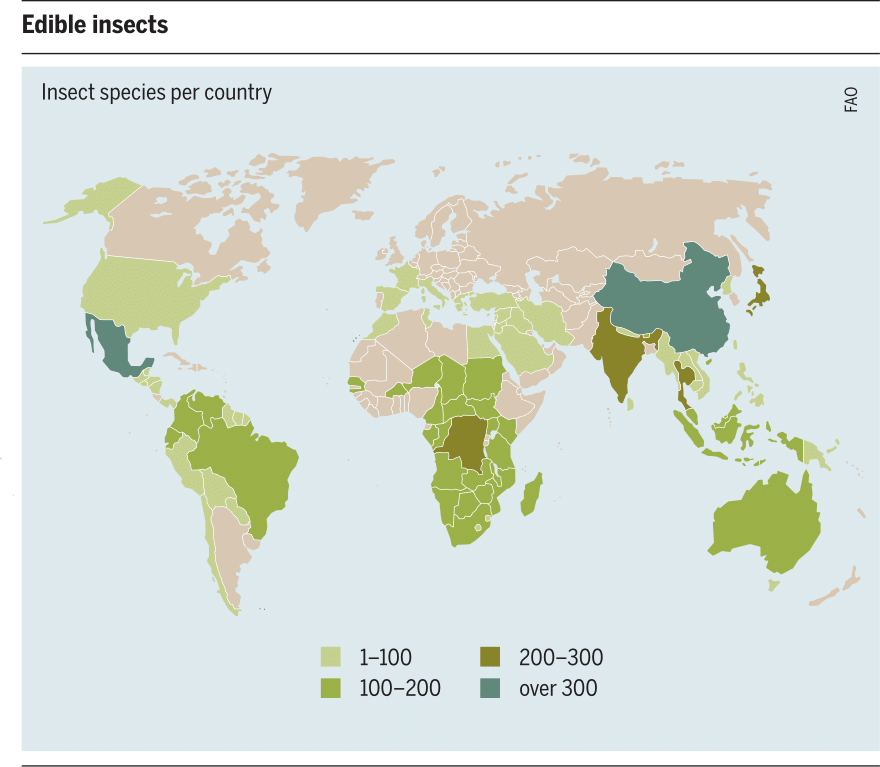
Кількість видів їстівних комах у кожній країні

Через відмінності у навколишньому середовищі,екосистемах і кліматі споживання видів комах залежить від регіону. До прикладу, кількість видів комах, які споживаються, є найвищою в екваторіальних і субтропічних регіонах, що є наслідком більшого різноманіття та цілорічний доступності .

### Їстівні комахи для масового промислового виробництва
Для підвищення інтересу споживачів західних ринків (Європа та Північна Америка), комах переробляють у нерозпізнаного вигляду, наприклад порошок або борошно. Політики, науковці, а також великі виробники кормів для комах, такі як Entomofarms (Канада), Aspire Food Group (Сполучені Штати Америки), Protifarm і Protix (Нідерланди) та Bühler Group (Швейцарія), зосереджуються на семи видах комах, а також промислового масового виробництва:
- Борошнисті черви (Tenebrio molitor) на стадії личинки
- Малий борошнистий черв'як (Alphitobius diaperinus) на стадії личинки, здебільшого продається під назвою буйволовий черв'як . Млинці з порошку комах, подаються з полуницею та скиром

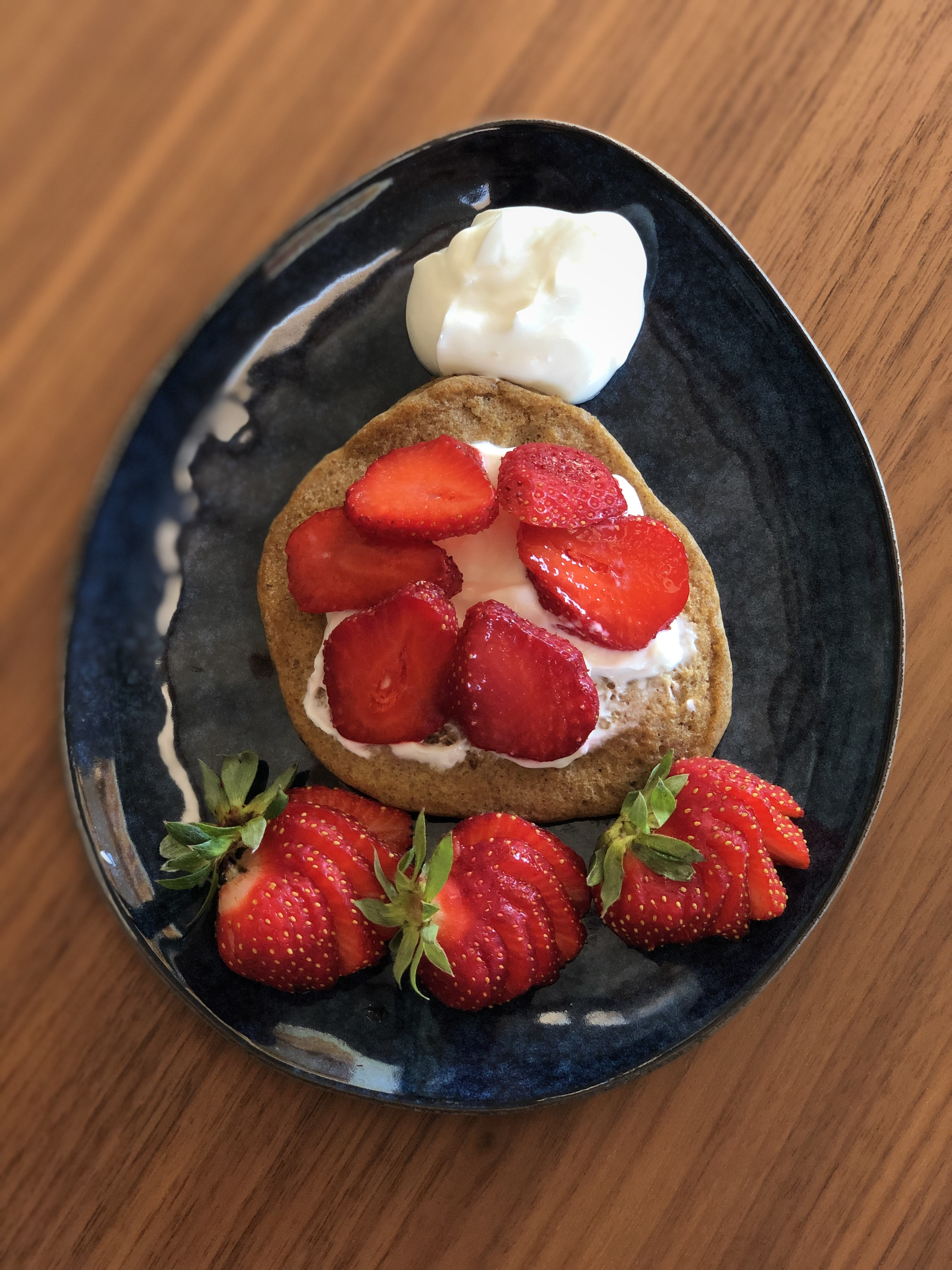
Млинці з порошку комах, подаються з полуницею та скиром

- Домашній цвіркун (Acheta domesticus)
- Тропічний домашній цвіркун (Gryllodes sigillatus)
- Європейська перелітна сарана (Locusta migratoria)
- Чорна солдатська муха (Hermetia illucens)
- Кімнатна муха (Musca domestica)

Кошеніль (Dactylopius coccus) збирають для виробництва карміну, що використовується для текстилю та харчових продуктів. В основному його замінили синтетичними барвниками, такими як алізарин . Побоювання щодо безпечності штучних харчових добавок відновили популярність барвника, а підвищення попиту знову зробило вирощування комахи прибутковим, причому Перу є найбільшим виробником, за яким йдуть Мексика, Чилі, Аргентина та Канарські острови .

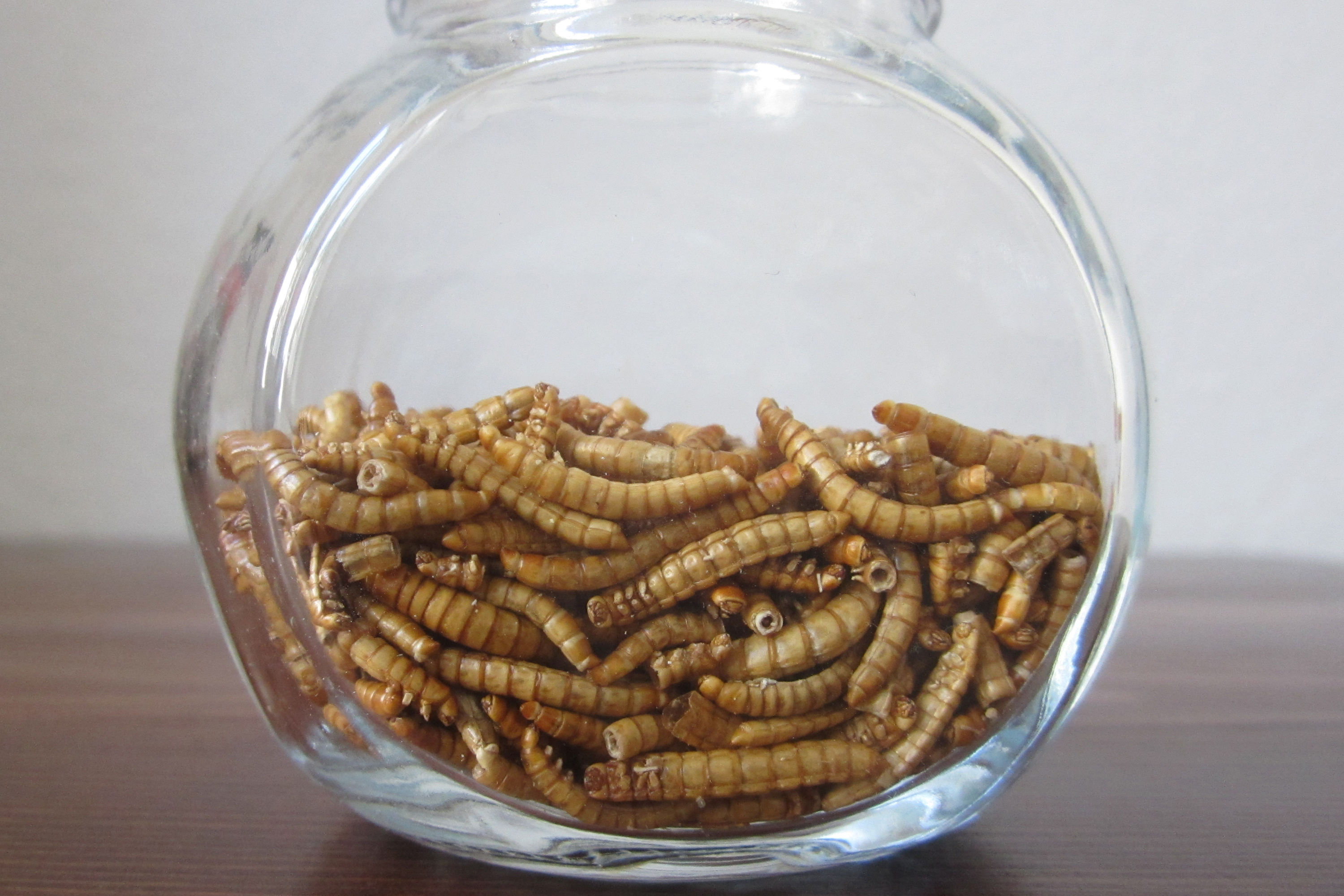
Засушені борошняні черв’яки як їжа
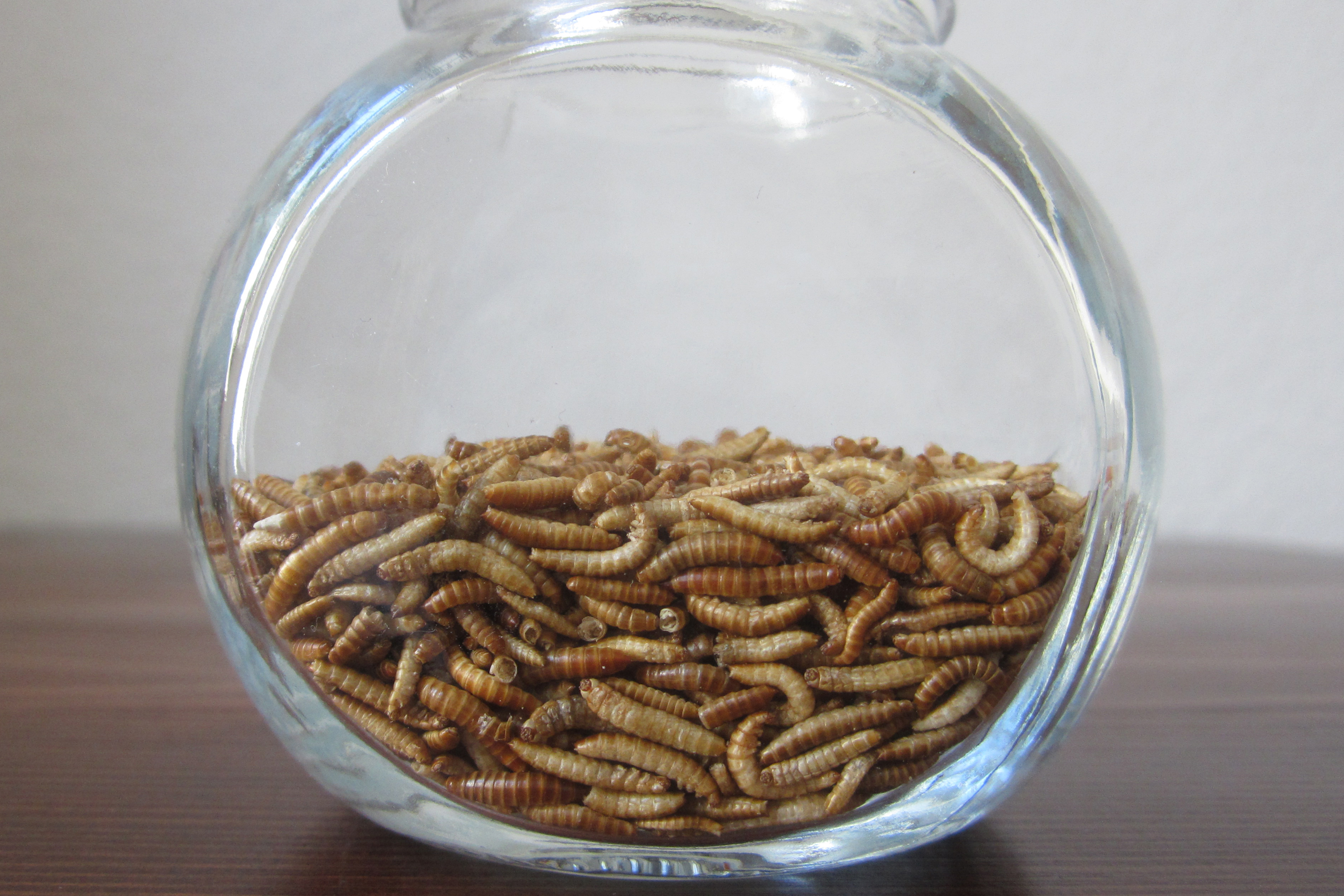
Буйволові черв’яки як їжа (або інгредієнт)
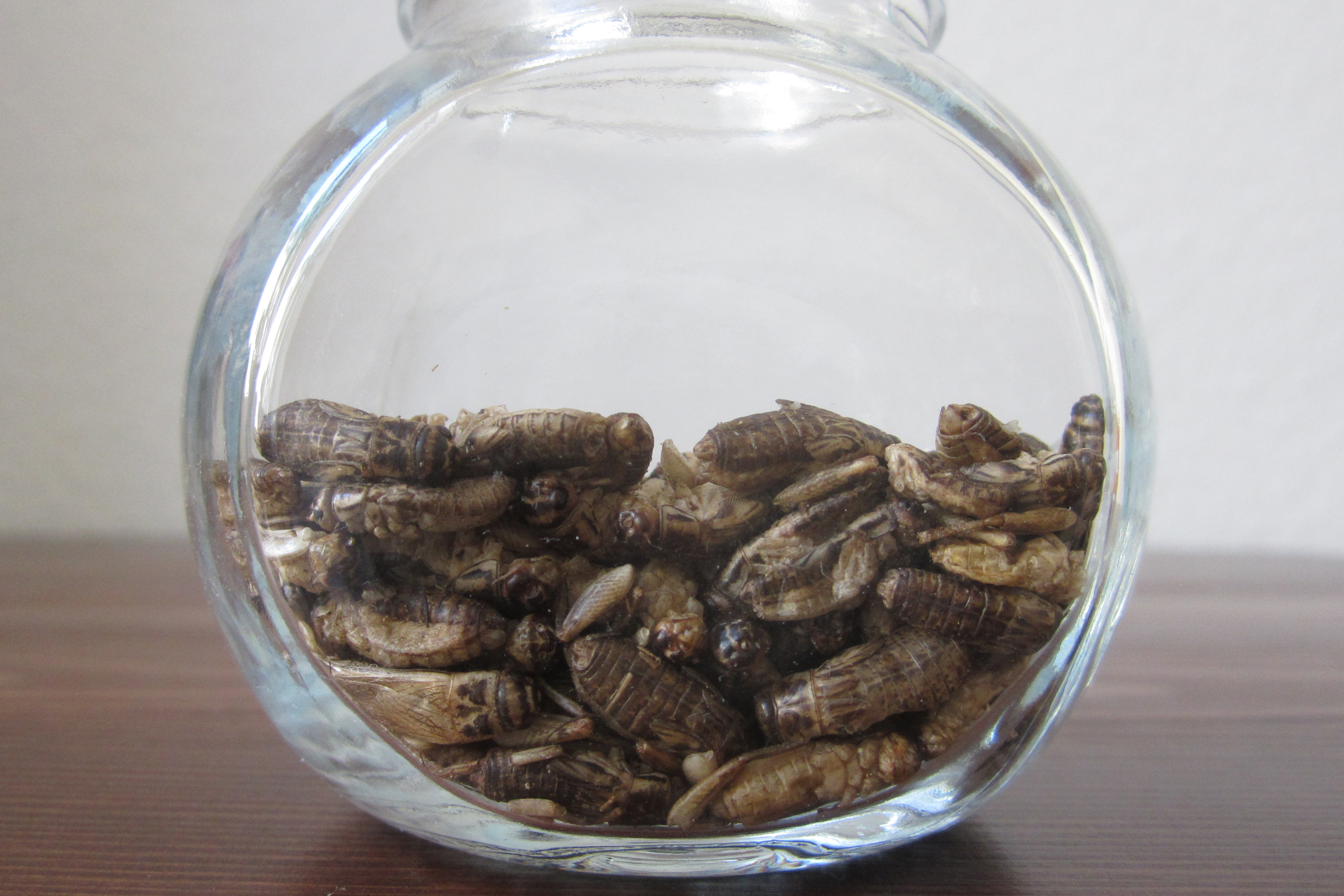
Домашні цвіркуни як їжа (або інгредієнт)
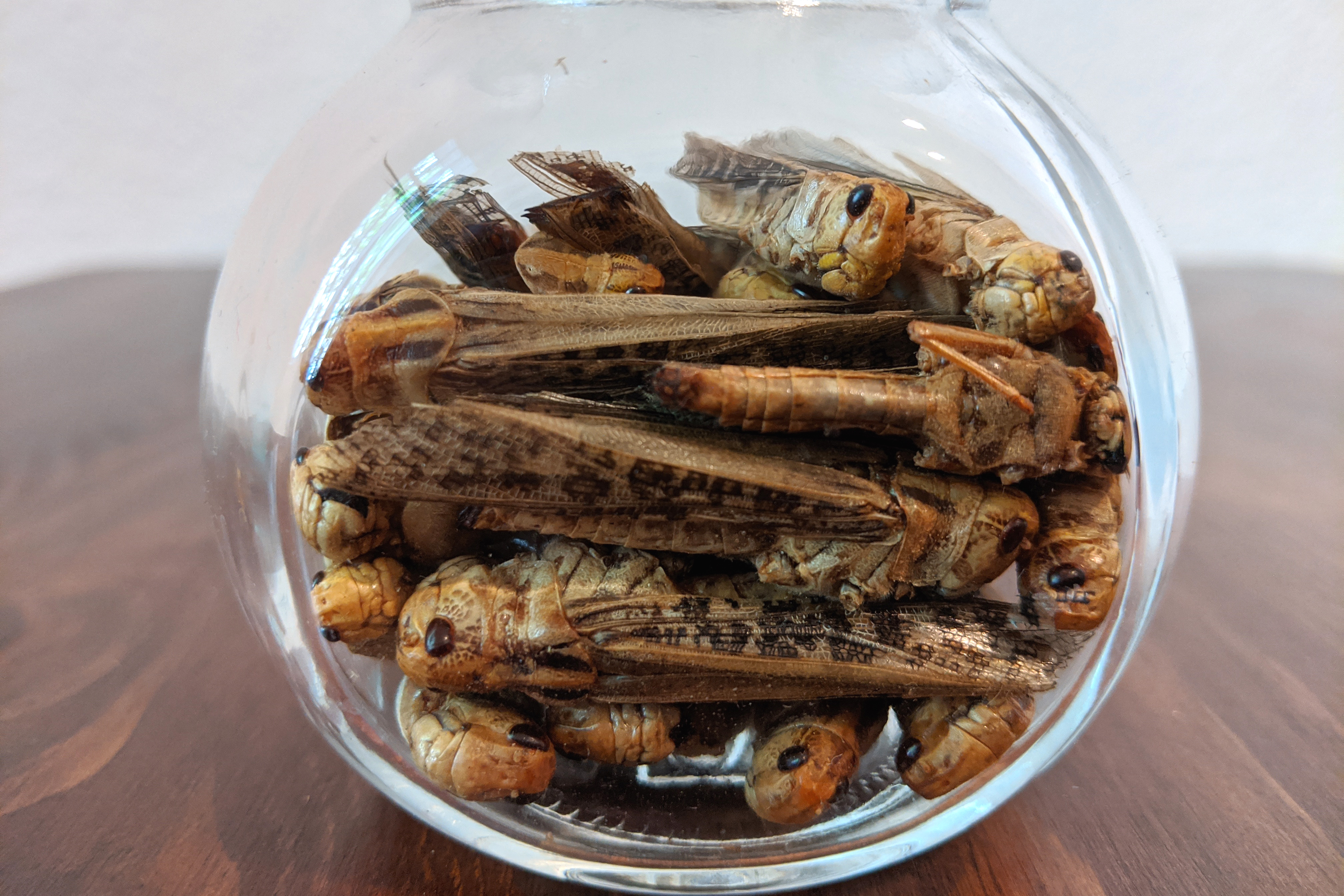
Перелітна сарана як їжа (або інгредієнт)

## Характеристика харчування

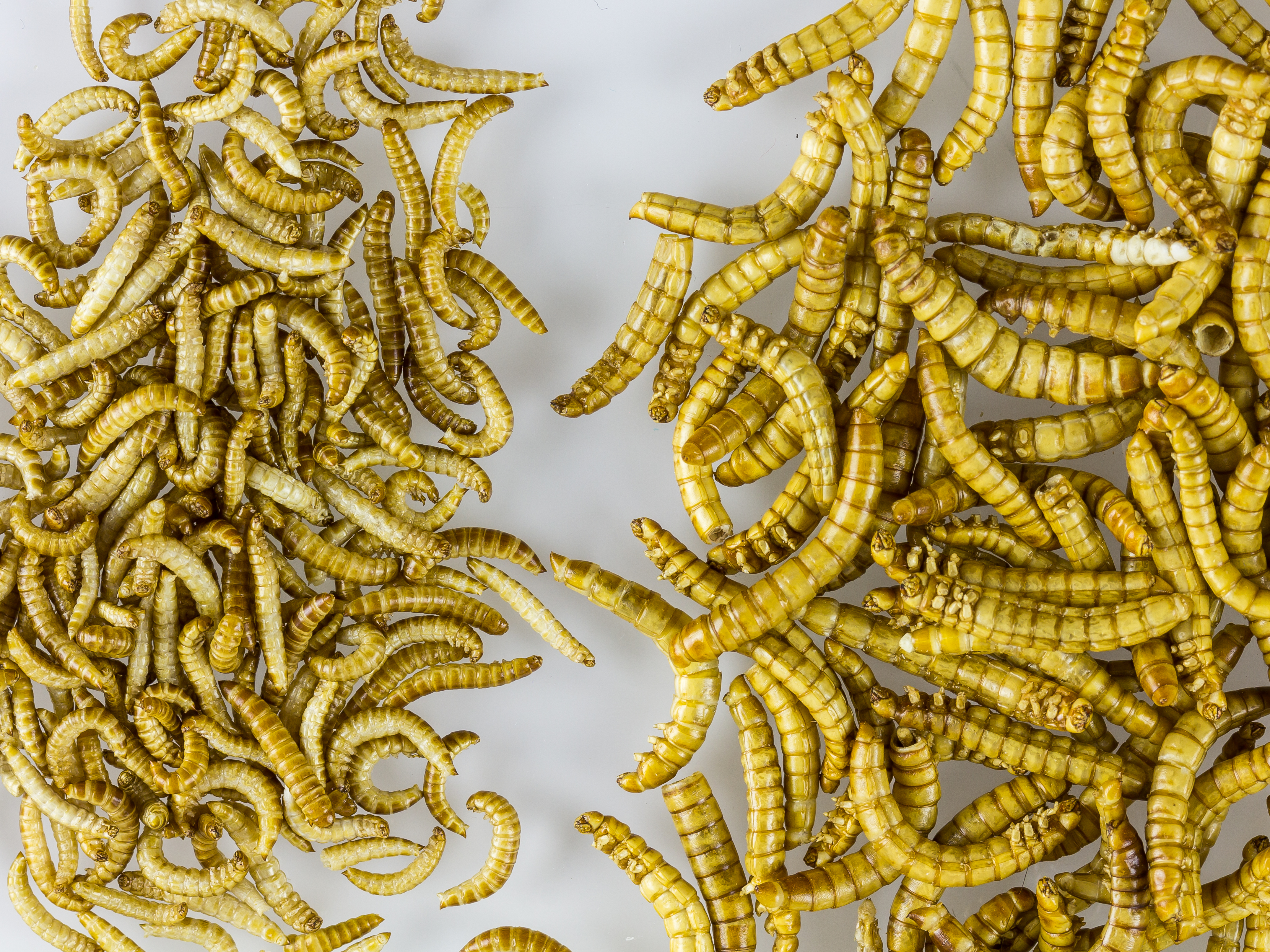
Засушені борошняні хробаки та буйволові хробаки (малий борошняний хробак)

Враховуючи велику кількість їстівних видів комах їх характеристика поживних речовин сильно  відрізняється . Окрім видових відмінностей, на поживність можуть впливати:
- географічне походження;
- спосіб виробництва (дикий або вирощений);
- раціон;
- вік;
- стадія розвитку;
- стать.[24][7] Наприклад, самки домашнього цвіркуна (Acheta domestica) містять більше жиру, ніж самці, а самці містять більше білка, ніж самки.[25]

Деякі комахи, наприклад, цвіркуни та борошняні хробаки є джерелом повноцінного білка та забезпечують такі ж запаси незамінних амінокислот, як і соєві боби, але менші, ніж казеїн . Вони містять харчові волокна й необхідні мінерали, такі вітаміни, як В12, рибофлавін і вітамін А, і включають переважно ненасичені жири.
| Харчова цінність на 100 гр        | Борошнисті хробаки (Tenebrio molitor) | Буйволові черви (Alphitobius diaperinus) | Домашні цвіркуни (Acheta domesticus) | Перелітна сарана (Locusta migratoria) |
| --------------------------------- | ------------------------------------- | ---------------------------------------- | ------------------------------------ | ------------------------------------- |
| Енергетична цінність              | 550 ккал / 2303 кДж                   | 484 ккал / 2027 кДж                      | 458 ккал / 1918 кДж                  | 559 ккал / 2341 кДж                   |
| Жири З них насичені жирні кислоти | 37,2 г 9 г                            | 24,7 г 8 г                               | 18,5 г 7 г                           | 38,1 г 13,1 г                         |
| Вуглеводи З яких цукрів           | 5,4 г 0 г                             | 6,7 г 0 г                                | 0 г 0 г                              | 1,1 г 0 г                             |
| Білоки                            | 45,1 г                                | 56,2 г                                   | 69,1 г                               | 48,2 г                                |
| Сіль                              | 0,37 г                                | 0,38 г                                   | 1,03 г                               | 0,43 г                                |

## Смакові показники

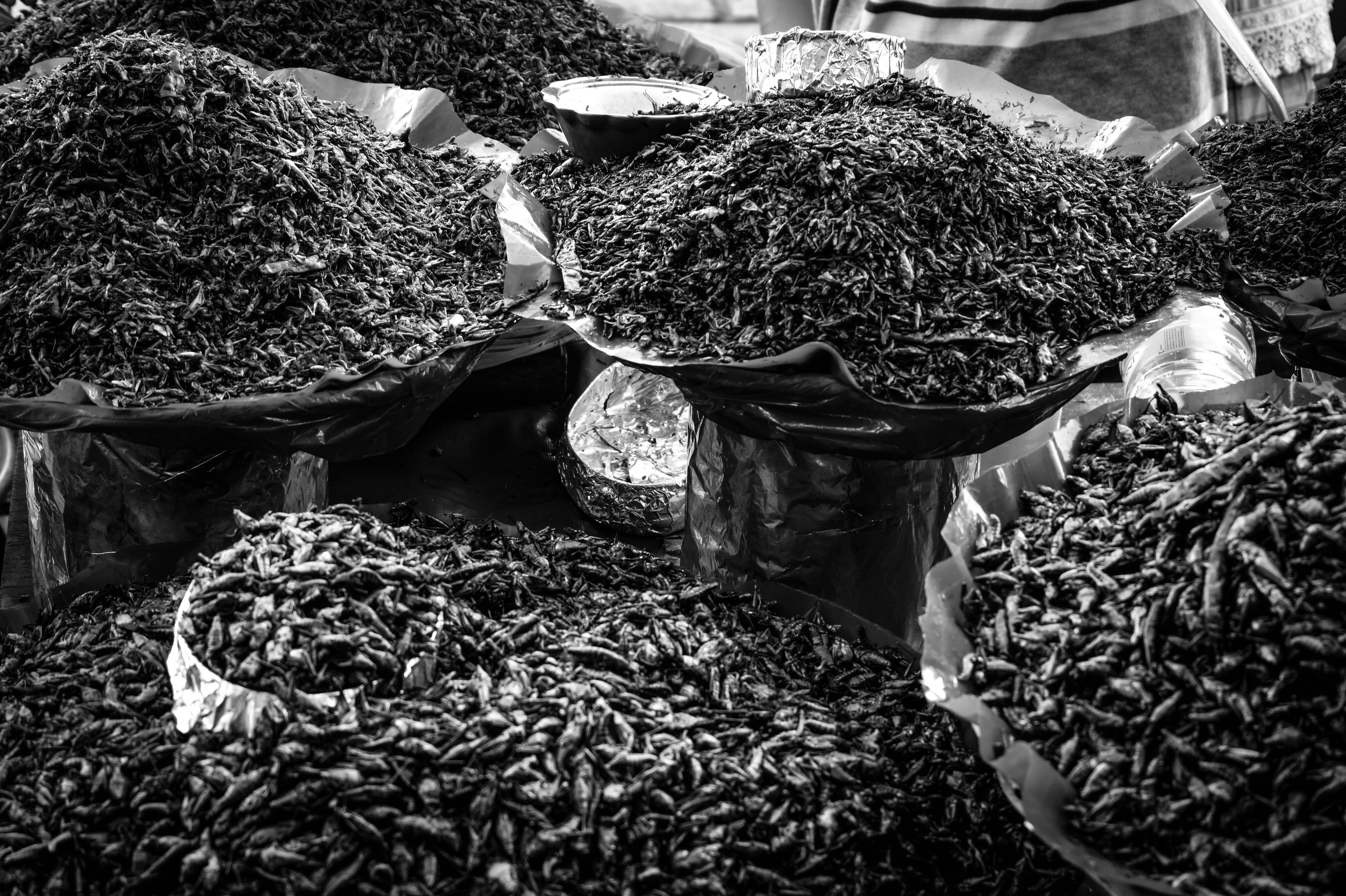
Chapulines, популярний їстівний коник Мексики

В залежності від виду та середовища смакові характеристики їстівних комах відрізняються . Водні комахи, такі, як водяні човнярі (родина Corixidae) і личинки бабок, мають рибний смак, жуки-пірнальники більше схожі на молюски. Але довкілля не завжди впливає на смак, адже наземні їстівні комахи також можуть мати смак схожий на рибу (наприклад, цвіркуни, коники). Виявлено понад 400 летких сполук, що відповідальні за аромат і смак їстівних комах. Хімічні речовини феромонів сприяють сильно вираженим ароматам і смакам у деяких видів, а присутність органічних кислот (наприклад, мурашиної кислоти в мурах) робить деякі види кислими на смак. Смакові показники залежать від стадії розвитку комахи (яйце, личинка, лялечка, німфа або доросла особина) і можуть істотно змінюватися в процесі дорослішання комахи. Так, через збільшення зовнішнього скелетного хітину текстура може змінюватися з м'якої на хрустку, коли комаха розвивається від личинки до дорослої особини . Вважається, що спосіб приготування найбільше впливає на кінцевий смак їстівних комах. Вологі методи приготування, такі як обварювання або приготування на пару, видаляють феромони та запахи, що призводить до більш м'якого смаку, тоді як сухе приготування, такі як смаження та запікання, надають більш насичені смаки.
У таблиці нижче наведено загальні описи смаку їстівних комах.
| Insect                   | Наукова назва          | Стадія розвитку | Смак                                                      |
| ------------------------ | ---------------------- | --------------- | --------------------------------------------------------- |
| Агавовий черв'як (білий) | Aegiale hesperiaris    | Личинка         | Тріскучий                                                 |
| Агавовий черв'як (білий) | Comadia redtenbacheri  | Личинка         | Гострий                                                   |
| Мурашки                  | Family Formicidae      | Доросла особина | Солодкий горіховий                                        |
| МурашкиCarpenter         | Camponotus spp.        | Доросла особина | Підсмажений лимон                                         |
| Деревні мурахи           | Formica spp.           | Доросла особина | Kaffir lime                                               |
| Чорна відьмина міль      | Ascalapha odorata      | Личинка         | Оселедець                                                 |
| Таргани                  | Order Blattodea        | -               | Гриби                                                     |
| Cricket                  | Superfamily Grylloidea | Доросла особина | Риба                                                      |
| Corn earworm             | Helicoverpa zea        | Личинка         | Солодка кукурудза                                         |
| Dragonfly                | Infraorder Anisoptera  | Личинка         | Риба                                                      |
| Grasshopper              | Suborder Caelifera     | Доросла особина | Риба                                                      |
| Honey bee                | Apis spp.              | Яйця            | Масляний, молочний, трав'яний, овочевий, м'ясний, грибний |
| Mealworm                 | Tenebrio molitor       | -               | Горіховий (личинки); цільнозерновий хліб (імаго)          |
| Mealybug                 | Family Pseudococcidae  | -               | Смажена картопля                                          |
| Stinkbug                 | Family Pentatomidae    | Доросла особина | Яблуко                                                    |
| Termite                  | Infraorder Isoptera    | Доросла особина | Горіховий                                                 |
| Treehopper               | Family Membracidae     | -               | Авокадо, кабачки                                          |
| Wasp                     | Suborder Apocrita      | -               | Кедровий горіх                                            |
| Water boatmen            | Family Corixidae       | -               | Ікра (яйце); риба, креветки (дорослі особини)             |

## Вирощування та обробка

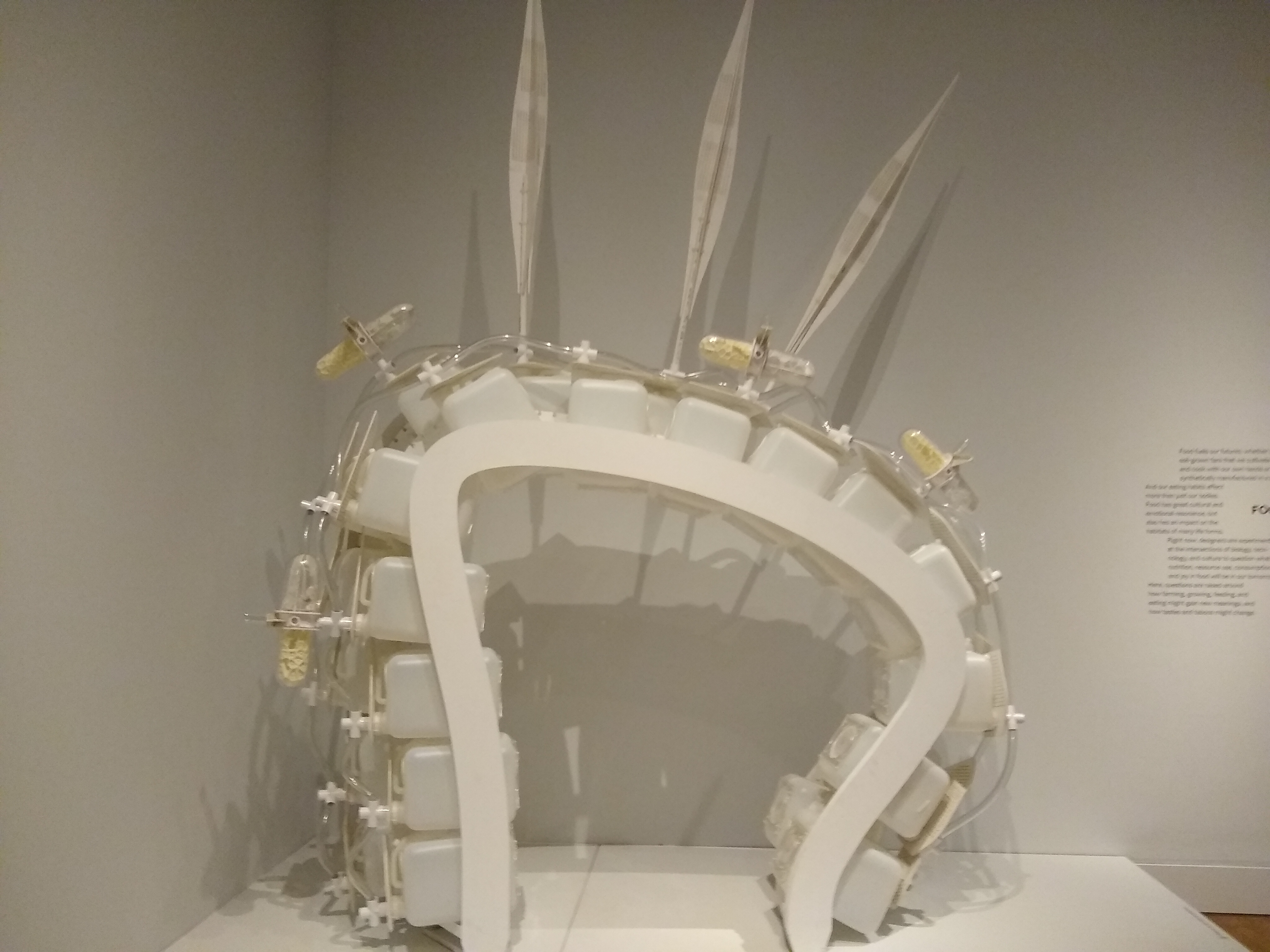
Модульна ферма для їстівних цвіркунів, розроблена компанією Terreform ONE

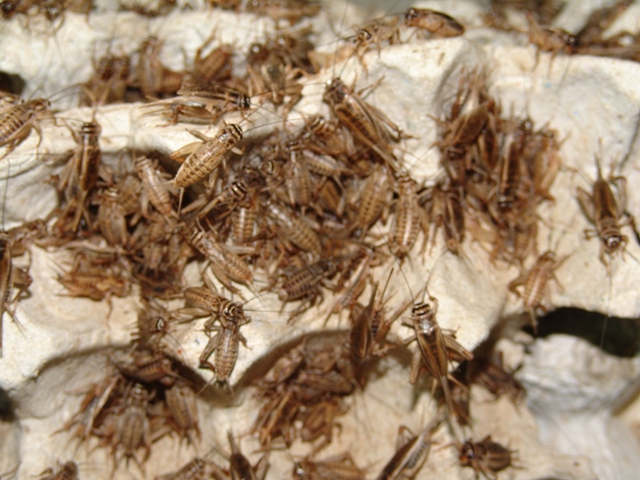
Цвіркуни вирощуються для споживання людиною

Їстівних комах вирощують наче худобу на спеціальних фермах. У Північній Америці та європейських країнах, таких як Нідерланди чи Бельгія, комах вирощують з дотриманням суворих норм харчових законів і стандартів гігієни .
Температура, вологість, корм, водопостачання та житло відрізняються, залежно від виду. Комах вирощують із яєць до стану личинок (борошнистих черв'яків, малих борошняних черв'яків) або зрілої форми (цвіркунів, сарани) на індустріалізованих комахофермах, а потім вбивають за допомогою регулювання температури. Відібраних комах можна висушувати та упаковувати цілими або подрібнити в порошок або борошно для використання в інших харчових продуктах, таких як випічка чи закуски.

### Харчові продукти з комах
У Північній Америці (в тому числі і Канаді) та країнах Європейського союзу виробляють такі оброблені харчові продукти:
- Борошно з комах : висушені та подрібнені комахи (наприклад, борошно з цвіркунів).
- Бургер з комахами : котлети для гамбургерів, виготовлені з комашиного порошку / комашиного борошна(переважно з борошнистих черв'яків або домашнього цвіркуна) та інших інгредієнтів.
- Фітнес-батончики з комахами : протеїнові батончики, в яких міститься порошок з комах (переважно домашніх цвіркунів).
- Паста з комахами : паста з пшеничного борошна, збагачена борошном з комах (домашні цвіркуни або борошняні хробаки).
- Хліб з комахами (фін. Sirkkaleipä): хліб, випечений з борошна з комах (переважно домашніх цвіркунів).
- Закуски з комах : чіпси, фліпси або невеликі закуски (куски), виготовлені з порошку комах та інших інгредієнтів.

Австралійська пивоварня Bentspoke Brewing Co представила пиво на основі комах, а південноафриканський стартап Gourmet Grubb, , альтернативу молоку та морозиво з комах.

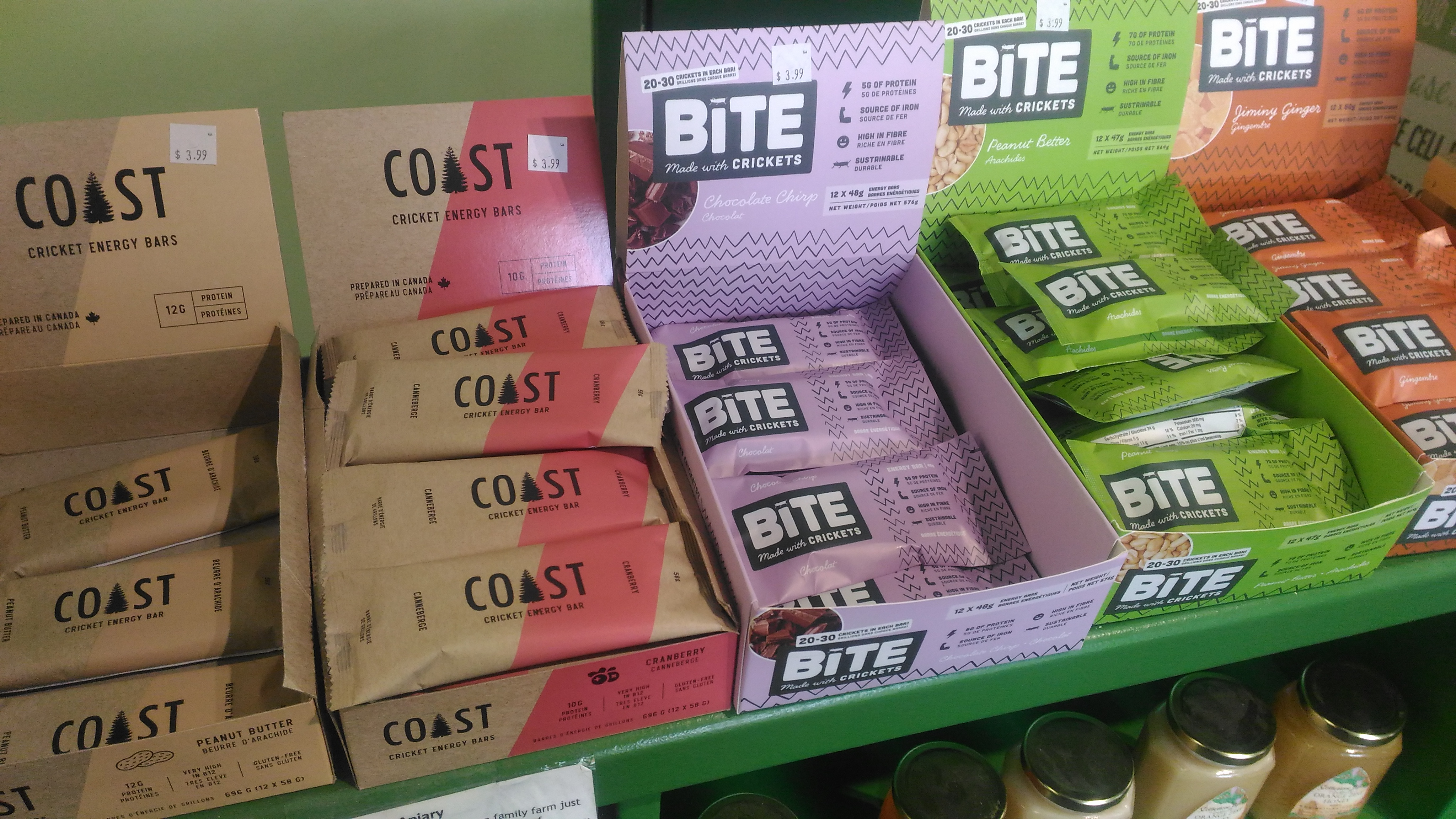
Енергетичний батончик із комах, виготовлений із оброблених цвіркунів
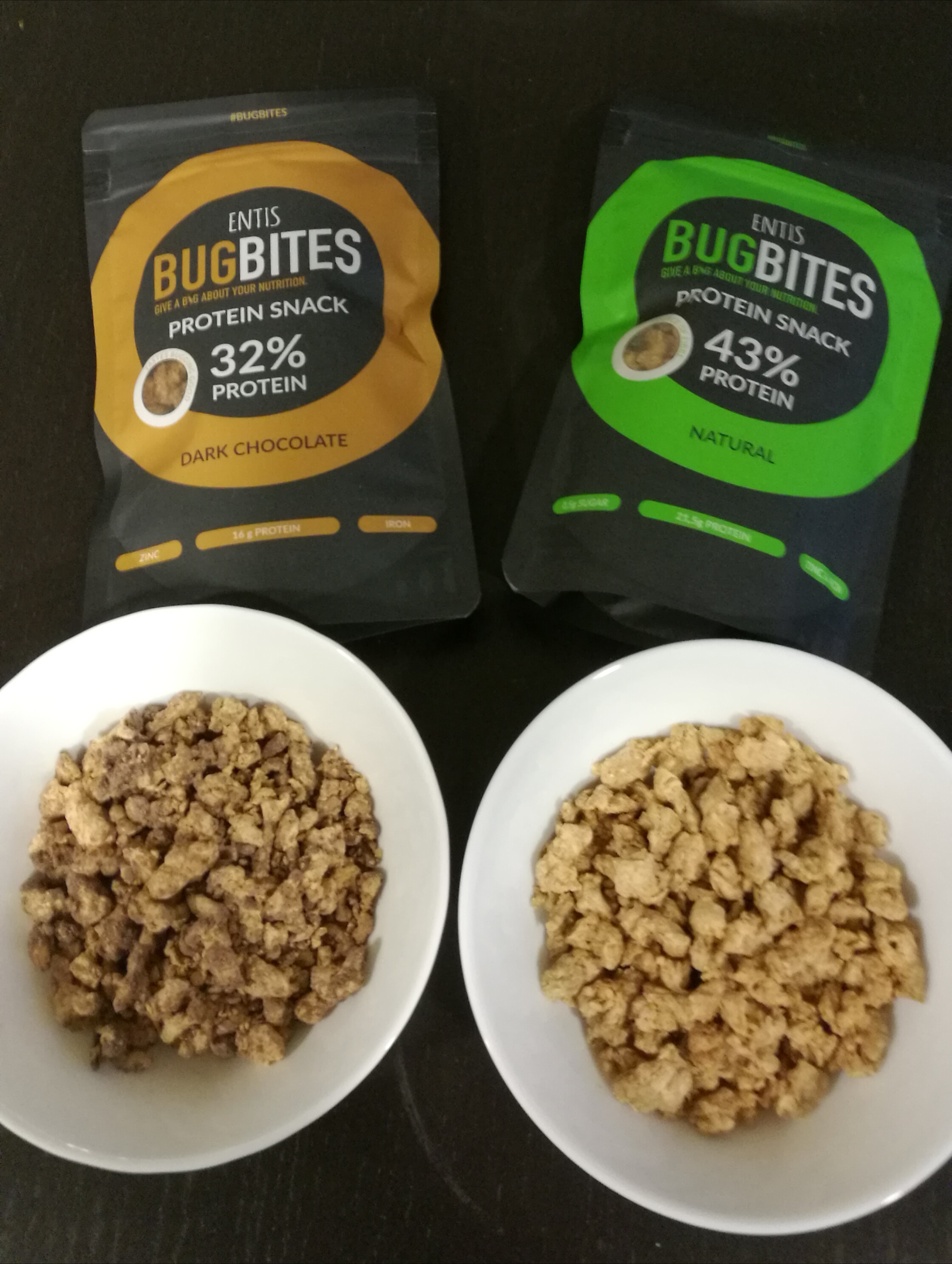
Закуски з борошном культивованого цвіркуна та вівсом

## Безпека харчових продуктів
Споживання комах має певні ризики для здоров'я, пов'язані з біологічними, токсикологічними та алергенними небезпеками. Біологічні небезпеки включають бактерії, віруси, найпростіші, гриби та мікотоксини; токсикологічними ризиками є отрути, пестициди, важкі метали та антинутрієнти; алергенна небезпека пов'язана з аргінінкіназою, тропоміозином і α-амілазою .
Хітин, компонент екзоскелетів комах та інших частин тіла, викликає вироблення цитокінів у травній системі людини та інших ссавців. Ферменти розщеплюють хітин на більш дрібні фрагменти, які викликають імунну відповідь, що призводить до запальних і алергічних реакцій.
Загалом комахи, що були зібрані в природі, становлять більший ризик, а ніж комахи, вирощені на фермах. Комахи, що споживаються в сирому вигляді, є небезпечнішими, ніж ті, які обробляються для вживання. Кормовий субстрат і умови вирощування є основними факторами, що впливають на мікробіологічну та хімічну небезпеку комах, які вирощуються на фермах.
У наведеній нижче таблиці об'єднано дані двох досліджень, що опубліковані у Comprehensive Reviews in Food Science and Food Safety про потенційну небезпеку п'яти видів комах, які найбільше споживаються людиною.
| Загін комах       | Загальна назва     | Категорія небезпеки | Потенційна небезпека               |
| ----------------- | ------------------ | ------------------- | ---------------------------------- |
| Твердокрилі       | Жук                | хімічний            | Гормони                            |
| Твердокрилі       | Жук                | хімічний            | Ціаногенні речовини                |
| Твердокрилі       | Жук                | хімічний            | Забруднення важкими металами       |
| Лускокрилі        | Шовкопряд          | Алергічний          |                                    |
| Лускокрилі        | Шовкопряд          | хімічний            | Тіаміназа                          |
| Лускокрилі        | Стільникова моль   | мікробний           | Висока кількість бактерій          |
| Лускокрилі        | Стільникова моль   | хімічний            | Ціаногенні речовини                |
| Перетинчастокрилі | Мураха             | хімічний            | Антихарчові фактори (танін, фітат) |
| Прямокрилі        | Домашній цвіркун   | мікробний           | Висока кількість бактерій          |
| Напівтвердокрилі  |                    | Паразитарні         | Хвороба Шагаса                     |
| Двокрилі          | Чорний солдат муха | Паразитарні         | міаз                               |

Існують проблеми, що пов'язані з вирощуванням, обробкою та споживанням комах.

### Виробництво
Масове вирощування комах викликає занепокоєння через брак обладнання і коштів для ефективного збирання та виробництва комах. Обладнання повинно мати відповідний корпус для кожного життєвого циклу комахи, а також контроль температури, оскільки це є ключовим чинником для їх розвитку.

## Регулювання та дозвіл

### Європейський союз
У Європейському Союзі їстівні комахи підлягають під визначення нової їжі, дане Європейською комісією. Європейське агентство з безпеки харчових продуктів наразі перевіряє досьє щодо кількох видів комах.
Після оцінювання EFSA (Європейськога агентства з безпеки харчових продуктів) Європейська Комісія дозволила наступних їстівних комах як нову їжу в ЄС:
- Висушені личинки Tenebrio molitor (борошняні черв'яки)
- Заморожені, висушені та подрібнені форми мігруючої сарани (Locusta migratoria)
- Заморожені, сушені та подрібнені форми домашнього цвіркуна (Acheta domesticus)
- Заморожені, пастоподібні, сушені та порошкоподібні форми личинок малого борошнистого хробака (Alphitobius diaperinus)

### Швейцарія
1 травня 2017 року у Швейцарії були схвалені такі види комах:
- Домашній цвіркун (Acheta domesticus)
- Сарана європейська (Locusta migratoria)
- Борошнисті черв'яки (Tenebrio molitor у вигляді личинок)

### Великобританія
Після перехідного періоду Brexit 21 січня 2021 року у Сполученому Королівстві змінилися правила щодо їстівних комах, які зробили їх неринковими без дозволу. Продукти комах мають бути дозволені Агентством харчових стандартів (FSA). У лютому 2022 року британська асоціація індустрії комах Woven Network CIC подала до FSA перше досьє для дозволу домашніх цвіркунів (Acheta domesticus) як нової їжі.

### США та Канада
У США та Канаді комах не класифікують, як нову їжу, але імпорт і продаж дозволені.  У США вони повинні відповідати стандартам FDA та правилам маркування харчових продуктів (включаючи маркування ризику алергії).

У Канаді комахи мають відповідати тим же стандартам та вказівкам, що й інші харчові продукти, які продаються в магазинах або в Інтернеті.

### Сінгапур
В другій половині 2023 року Продовольче агентство Сінгапуру (SFA) схвалило 16 видів таких видів комах: цвіркуни, шовкопряди та коники

## Інформування
У 2015 році бельгійський підприємець Кріс Деруддер запровадив Всесвітній день їстівних комах, який відзначається 23 жовтня. Це було зроблено для того, щоб підвищити обізнаність щодо споживання їстівних комах у всьому світі, зокрема, Європі Північній Америці та Австралії

## Історія
Починаючи з доісторичних часів, комахи є частиною раціону людини. Можливо, стародавні римські солдати їли таких комах, як сарана, коли іншої їжі було мало .